# Heleomyza

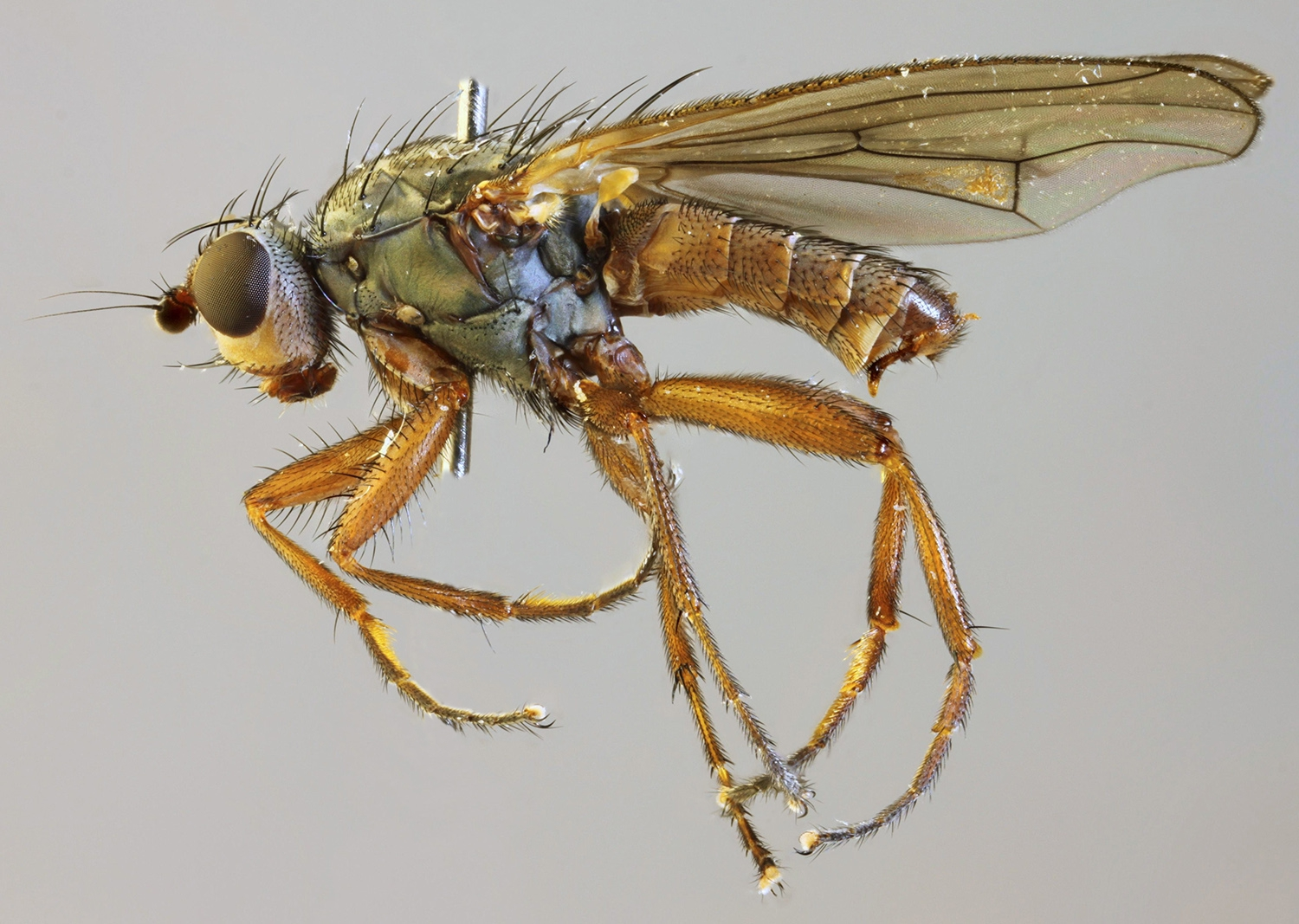
Heleomyza serrata

Heleomyza is een geslacht van insecten uit de familie van de afvalvliegen (Heleomyzidae).

## Soorten
- H. bisetata (Garrett, 1922)
- H. borealis (Boheman, 1865)
- H. brachypterna (Loew, 1873)
- H. breviciliata (Schmitz, 1917)
- H. captiosa (Gorodkov, 1962)
- H. carolinensis (Robineau-Desvoidy, 1830)
- H. czernyi Collart, 1933
- H. difficilis Gill, 1962
- H. fasciata (Walker, 1849)
- H. fusca (Macquart, 1843)
- H. genalis (Coquillett, 1910)
- H. hackmani Frey, 1950
- H. modesta Meigen, 1838
- H. nebulosa (Coquillett, 1910)
- H. pleuralis (Becker, 1907)
- H. serrata (Linnaeus, 1758)
- H. setulosa (Czerny, 1924)
- H. tristissima (Garrett, 1921)